# Morsleben
Morsleben – dzielnica gminy Ingersleben w Niemczech, w kraju związkowym Saksonia-Anhalt, w powiecie Börde, w gminie związkowej Flechtingen.
Do 31 grudnia 2009 była to oddzielna gmina będąca częścią wspólnoty administracyjnej Flechtingen. Do 30 czerwca 2007 należała do powiatu Ohre.